# ミネソタ・サンダー
ミネソタ・サンダー(Minnesota Thunder)は、かつてアメリカ合衆国ミネソタ州セントポール市を本拠地として1990年から2009年に活動していたサッカークラブチームである。
1990年にアマチュアのクラブチームとして設立され、1994年にUSISL(現在のUSL)に加入するのを機にプロのクラブチームになる。
日本人では過去アビスパ福岡及びザスパ草津に所属した太田恵介が所属していた。
2009年12月に財政破綻により解散したが、翌2010年2月にNSCミネソタ (現：ミネソタ・ユナイテッドFC) に経営を移行して活動している。

## 過去の成績
| 年     | 所属リーグ    | リーグ成績 | プレーオフ成績 | オープンカップ成績 |
| ------ | ------------- | ---------- | -------------- | ------------------ |
| 1994年 | USISL         | 中西部1位  | 準優勝         | -                  |
| 1995年 | USISL         | 中西部1位  | 準優勝         | -                  |
| 1996年 | USISL         | 中部2位    | ベスト4        | -                  |
| 1997年 | USISL Aリーグ | 中部5位    | -              | -                  |
| 1998年 | USISL Aリーグ | 中部2位    | 準優勝         | -                  |
| 1999年 | USL Aリーグ   | 中部1位    | 優勝           | 第2ラウンド        |
| 2000年 | USL Aリーグ   | 中部1位    | 準優勝         | 第3ラウンド        |
| 2001年 | USL Aリーグ   | 西部6位    | -              | -                  |
| 2002年 | USL Aリーグ   | 中部2位    | ベスト4        | 第3ラウンド        |
| 2003年 | USL Aリーグ   | 中部2位    | 準優勝         | 第3ラウンド        |
| 2004年 | USL Aリーグ   | 西部3位    | ベスト8        | ベスト8            |
| 2005年 | USL 1部       | 10位       | -              | ベスト4            |
| 2006年 | USL 1部       | 12位       | -              | 第2ラウンド        |
| 2007年 | USL 1部       | -          | -              | -                  |

## 歴代所属選手
- 太田恵介 2007
- ローレンス・オルム 2009
- アンドレイ・ゴツマノフ 2010